# Compagnie van Verre

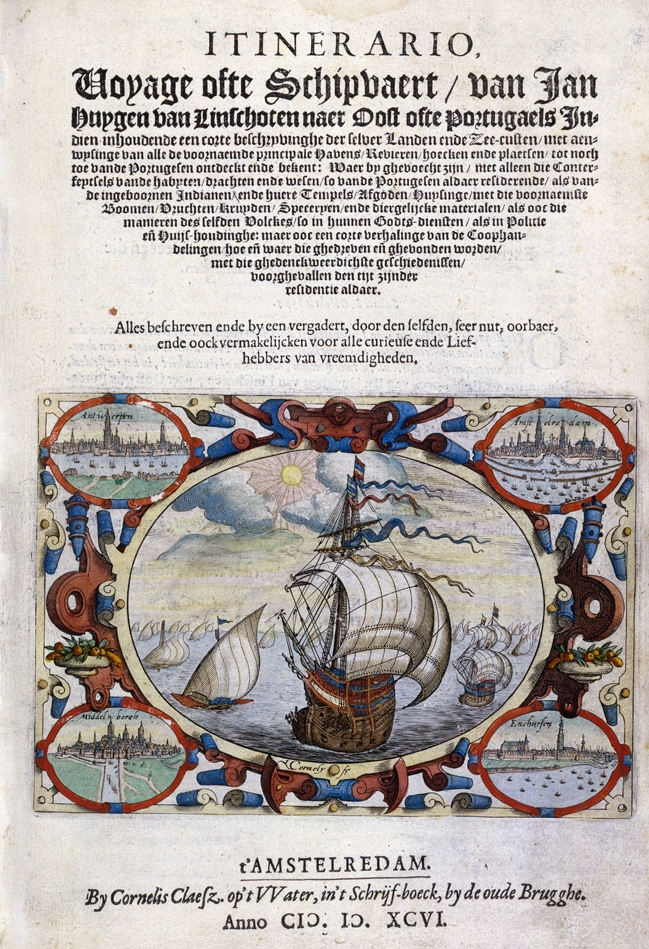
Itinerario, voyage ofte schipvaert, naer Oost ofte Portugaels Indien inhoudende een corte beschryvinghe der selver landen ende zee-custen met daarin ook de Beschryvinghe van de gantsche custe van Guinea en het Reys-gheschrift vande navigatien der Portugaloysers in Orienten.

De Compagnie van Verre werd in 1594 door negen Amsterdamse kooplieden opgericht met als doel een vloot naar Oost-Indië te sturen voor de inkoop van specerijen. Zij behoort tot de zogenaamde voorcompagnieën.

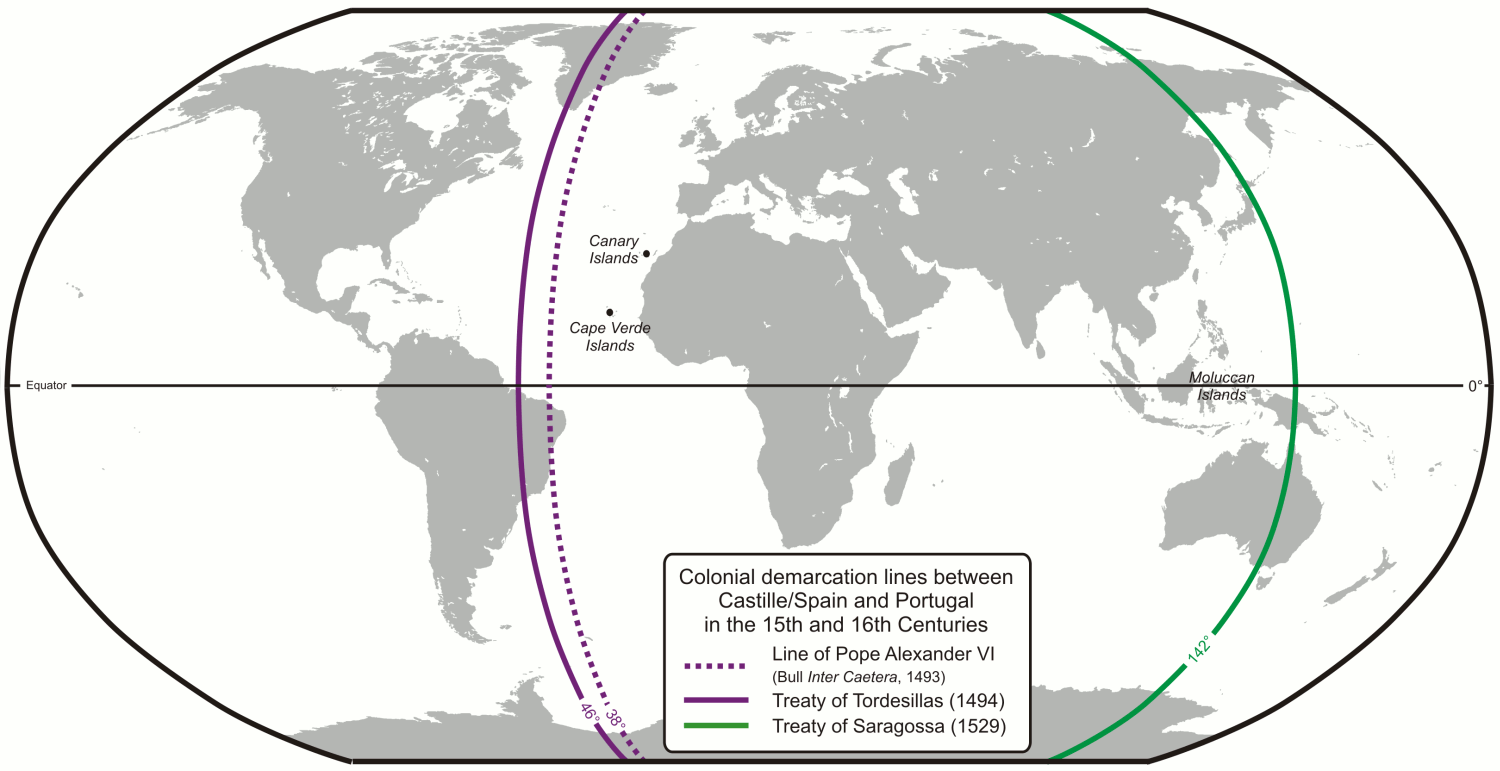
De verdeling van de wereld tussen Spanje en Portugal, vastgelegd in het Verdrag van Tordesillas

## Voorgeschiedenis
Vanwege het Verdrag van Tordesillas had Portugal het monopolie op de Carreira da Índia, de route naar Indië, en daarmee de verkoop van goederen zoals peper en porselein. Omdat de Nederlanders kort daarvoor waren uitgesloten van handel op Spanje en Portugal, richtten Amsterdammers een bedrijf op om de specerijen zelf te gaan inkopen. Dit bedrijf kreeg de naam Compagnie van Verre.
Cornelis de Houtman (misschien met zijn broer Frederik) is in 1592 naar Portugal gestuurd om zeekaarten en andere strategische informatie te bemachtigen om een expeditie naar Oost-Indië voor te bereiden.

## Oprichting
De Compagnie van Verre werd in 1594 door negen Amsterdamse kooplui opgericht in het proeflokaal van Marten Spil, een wijnkoper in de Warmoesstraat. Het gezelschap bestond uit Dirck van Os (in 1602 een van de eerste bewindhebbers van de VOC-Kamer Amsterdam), Arent ten Grootenhuys, Hendrick Hudde, Reinier Pauw, Pieter Hasselaar, Hendrick Buyck, Sievert Pietersz. Sem, Jan Jansz. Karel en Jan Poppen. Hudde maakte twee jaar later plaats voor Gerrit Bicker.

## Eerste schipvaart
De gebroeders De Houtman hadden na terugkomst uit Portugal beklemtoond dat de expeditieschepen niet zwaarder mochten zijn dan 460 ton (230 last). Daar werd gehoor aan gegeven. In totaal werden vier boten gebouwd. De kleinste was niet zwaarder dan 50 ton, zodat die verkenningen kon uitvoeren in ondiep water.
Prins Maurits van Oranje-Nassau, de Staten-Generaal en de stad Edam leenden kanonnen uit. Er was geen admiraal van de vloot benoemd. Hoewel Cornelis de Houtman was aangesteld als opperkoopman, was de feitelijke leiding in handen van de schipsraad, waarin de gezamenlijke kapiteins, koop- en stuurlieden zitting hadden. Volgens de eigenaren van de Compagnie van Verre was dat geen succes. Op volgende reizen zou er geen scheepsraad meer zijn.
Op 2 april 1595 vertrokken de schepen Amsterdam, Hollandia, Mauritius en de aanmerkelijk kleinere en snellere Duyfken van de rede van Texel met 249 mannen aan boord. Hoofddoel was Bantam op de noordwestkust van Java, de grootste handelsplaats in Oost-Indië en waar voornamelijk peper verkocht werd. Een andere opdracht was het vermijden van Portugese schepen en met niemand de strijd aan te gaan, behoudens gevallen van zelfverdediging.
De schepen volgden de routebeschrijving die Jan Huygen van Linschoten met Portugese schepen had opgetekend op weg naar Goa. De zeereis zou bekend worden onder de naam Eerste Schipvaart.

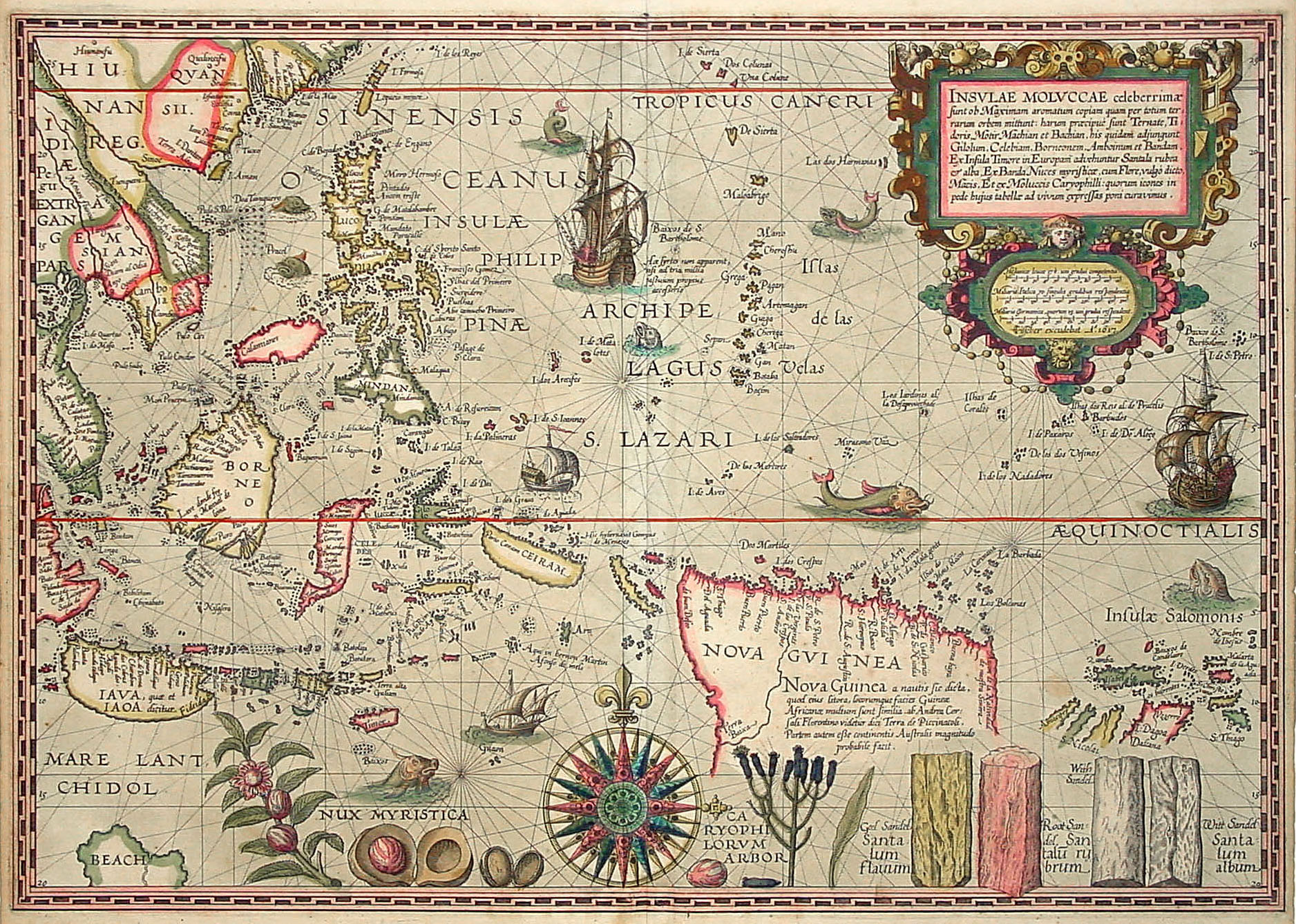
Kaart van de Molukken door Petrus Plancius (1592)

De reis was bar en boos, met scheurbuik, uitputting, massamoorden op inlanders en het verlies van talrijke levens aan boord van de Hollandse boten. Twee schepen kwamen op 10 augustus 1597 terug in Texel, een derde volgde drie dagen later. De Amsterdam was bij het eiland Bawean in brand gestoken, omdat er niet genoeg bemanningsleden in leven waren om vier boten te bemannen.
Bij aankomst in Texel leefden nog 89 mannen, waarvan er twee op Bali waren achtergebleven. De voorraad specerijen die was meegenomen was gering en nauwelijks voldoende om uit de kosten te komen. Maar er was bewezen dat het mogelijk was naar Java te varen zonder veel overlast van de Portugezen. Dat gegeven en de aanhoudende vraag naar specerijen, leidde ertoe dat er binnen enkele weken  talrijke verzoeken voor nieuwe expedities naar Oost-Indië binnenkwamen bij de overheid.

## De smaak naar meer
Na deze tocht fuseerde de Compagnie van Verre in 1598 met de Nieuwe Compagnie uit 1597 tot de Oude Oostindische Compagnie. Deze fuseerde op haar beurt in 1601 met de Nieuwe Brabantse Compagnie tot de Verenigde Amsterdamse Compagnie.
De onderlinge concurrentie was groot. Volgens een tijdgenoot zeilde men elkaar het geld uit de beurs en de schoenen van de voeten. Met name raadpensionaris Johan van Oldenbarneveldt vond dat regulering vereist was en verplichtte in 1602 de inmiddels ontstane diverse compagnieën tot innige samenwerking. Het uiteindelijke resultaat was de oprichting van de Vereenigde Oostindische Compagnie.
Volgens Van Oldenbarnevelt zouden door deze hervorming de prijzen niet verder opgejaagd worden en zouden de inlanders en Portugezen niet langer voordeel behalen uit de onderlinge verdeeldheid.

## Zeevaarders, kooplieden en reders van de Compagnie van Verre
- Cornelis de Houtman leidde de eerste schipvaart. Hij vertrok samen met zijn broer Frederik
- Frederik de Houtman
- Jacob Cornelisz. van Neck leidde de tweede schipvaart,[2] bestaande uit een vloot van acht schepen, samen met Wybrand van Warwijck en Jacob van Heemskerck

## Trivia
- Pieter Bast maakte een kaart van Amsterdam, gedateerd 1597 en 1599, waarop de schepen en de haven zijn afgebeeld.